# Kika (compositora)
Kika, nome artístico de Angélica Carvalho Pereira (São Paulo, 10 de março de 1972) é uma cantora, compositora e professora brasileira. É graduada em Letras pela USP e em Música pela UNESP.
Participou de diversas bandas antes de se lançar como artista solo, entre elas uma nova formação do Secos & Molhados na década de 90.
Seu primeiro disco, "Pra Viagem", foi lançado em 2012 pelo selo Traquitana, com produção de Décio7 e Victor Rice. "Pra Viagem" foi muito bem recebido pela crítica especializada, sendo aclamado pelos jornais O Estado de S. Paulo e Folha de S.Paulo. O álbum conta com participação de Anelis Assumpção, Kiko Dinucci, Bixiga 70, Victor Axelrod e Dustan Gallas, do Cidadão Instigado. Foi lançado em LP de 10 polegadas, um dos primeiros lançamentos nesse formato no Brasil desde os anos 80.
Com "Pra Viagem", Kika se apresentou no palco do Oi Futuro Ipanema, na época um dos principais festivais de música do Brasil. Apresentou-se no projeto Prata Da Casa, do SESC, e seu show foi considerado um dos melhores do ano.
Ao lado da banda O Terno, foi uma das primeiras convidadas do programa Cultura Livre.
Em 2016 lançou seu segundo disco, "Navegante".
Em 2019, lançou um single com a cantora Tika, com quem tem a banda Passarim30.
Possui parcerias com Pipo Pegoraro, Bixiga 70, Lenis Rino, Dani Turchetto, Thiago Romaro, Lucas Bernoldi, João Leão, Malu Maria e Felipe Antunes.
À parte do trabalho como cantora, também atua como professora de música em São Paulo.

## Discografia
| Álbum      | Data de lançamento | Formato          | Selo               |
| ---------- | ------------------ | ---------------- | ------------------ |
| Pra Viagem | 2012               | CD, 10", digital | Traquitana         |
| Navegante  | 2016               | CD, digital      | Total Running Time |